# Панелинион
„Панелинион“ (на гръцки: Πανελλήνιον) е параход, спомагателен кораб от гръцкия флот от втората половина на 19 и началото на 20 век.
Корабът оставя името си в историята на Гърция и особено на остров Крит. Параходът е построен в Англия през 1856 г., под наблюдението на гръцкия корабостроител Г. Томбазис. Поръчан е от министерството на вътрешните работи, с цел създаването на флотилия на пощенската служба на Гърция. През 1857 г. параходът е предаден на компанията „Гръцко параходство“ (на гръцки: Ελληνική Ατμοπλοΐα – Елиники Атмоплоя).
В началото на Критското въстание от 1866 – 1868 г. „Панелинион“ и параходът „Идра“ са мобилизирани и получават по 2 оръдия на въоръжение в корабостроителницата на остров Сирос. Параходите без забавяне са изпратени за пробив на морската блокада, установена над остров Крит от корабите на Османската империя, и доставка на доброволци, храна и оръжия в подкрепа на бунтовниците. Тъй като „Панелинион“ и „Идра“ имат малък тонаж, по-късно за пробив на блокадата, в САЩ са закупени параходите „Аркади“, „Еносис“ и „Крит“.
„Панелинион“ извършва 9 плавания до Крит, под командването на капитаните Н. Сахтурис, Β. Οрлоф и Н. Ангеликарас. На 1 октомври 1866 г., след стоварването на брега на доброволци (под командването на майор Хараламбос Зимвракакис) и боеприпаси в залива Лутро, Сфакия, „Панелинион“ е подложен на атака от турски кораб, но успява да избяга, скъсвайки котвената верига и оставяйки котвата си.
След 12 години „Панелинион“ отново е използван по време на Критското въстание от 1878 г., предизвикано от руско-турската война. През този период параходът извършва 17 плавания до Крит, под командването на капитаните Н. Сурмелис и Н. Дривас.
По-късно „Панелинион“ е предаден на компанията „Ново параходство“ (на гръцки: Νέα Ατμοπλοΐα – Неа Атмоплоя) на остров Сирос.
По време на Първата световна война, през 1916 г., параходът е взривен край остров Имброс. И до днес не е изяснено, дали параходът е торпилиран от подводница или се натъква на мина.